# Historic Crew Stadium
O Historic Crew Stadium, antigamente conhecido como Columbus Crew Stadium e Mapfre Stadium, é um estádio localizado em Columbus, Ohio (Estados Unidos). É a casa da equipe de futebol Columbus Crew SC, da MLS.
Inaugurado em 15 de maio de 1999, tem capacidade para 20.145 torcedores (podendo ser ampliado para 30.000 em eventos especiais).
Recebeu jogos da Copa do Mundo de Futebol Feminino de 2003, também recebeu a final da MLS Cup de 2001.
Para a temporada 2021, o Columbus Crew SC irá mandar suas partidas no New Columbus Crew stadium.